# Livezeni
Livezeni  [liveˈzenʲ] (veraltet Ied; ungarisch Jedd) ist eine Gemeinde im Kreis Mureș in der Region Siebenbürgen in Rumänien.
Der Ort ist auch unter den rumänisch veralteten Bezeichnungen Iedul und Livezenii bekannt.

## Geographische Lage

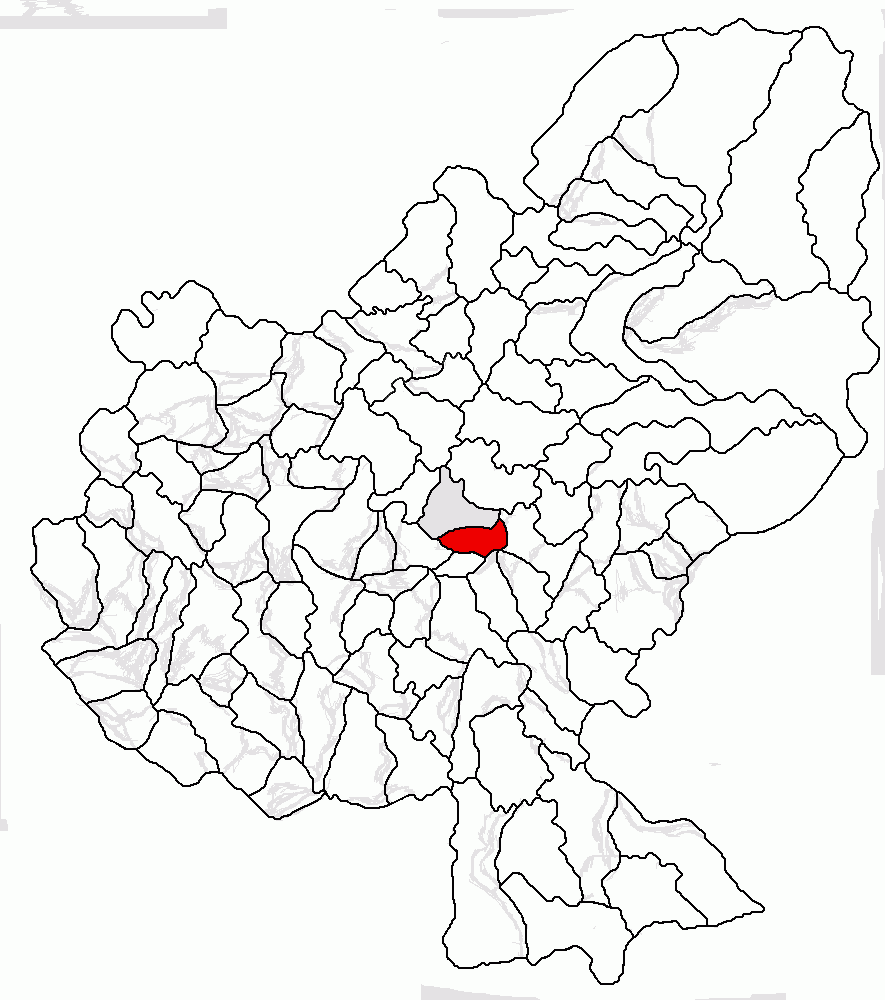
Lage der Gemeinde Livezeni im Kreis Mureș

Die Gemeinde Livezeni liegt im Mureș-Tal im Siebenbürgischen Becken nördlich des Kokel-Hochlands (Podișul Târnavelor). Im Zentrum des Kreises Mureș am Bach Pocloș, ein linker Zufluss des Mureș (Mieresch), und der Kreisstraße (drum județean) DJ 135 befindet sich der Ort Livezeni sechs Kilometer östlich von der Kreishauptstadt Târgu Mureș (Neumarkt am Mieresch) entfernt.

## Geschichte

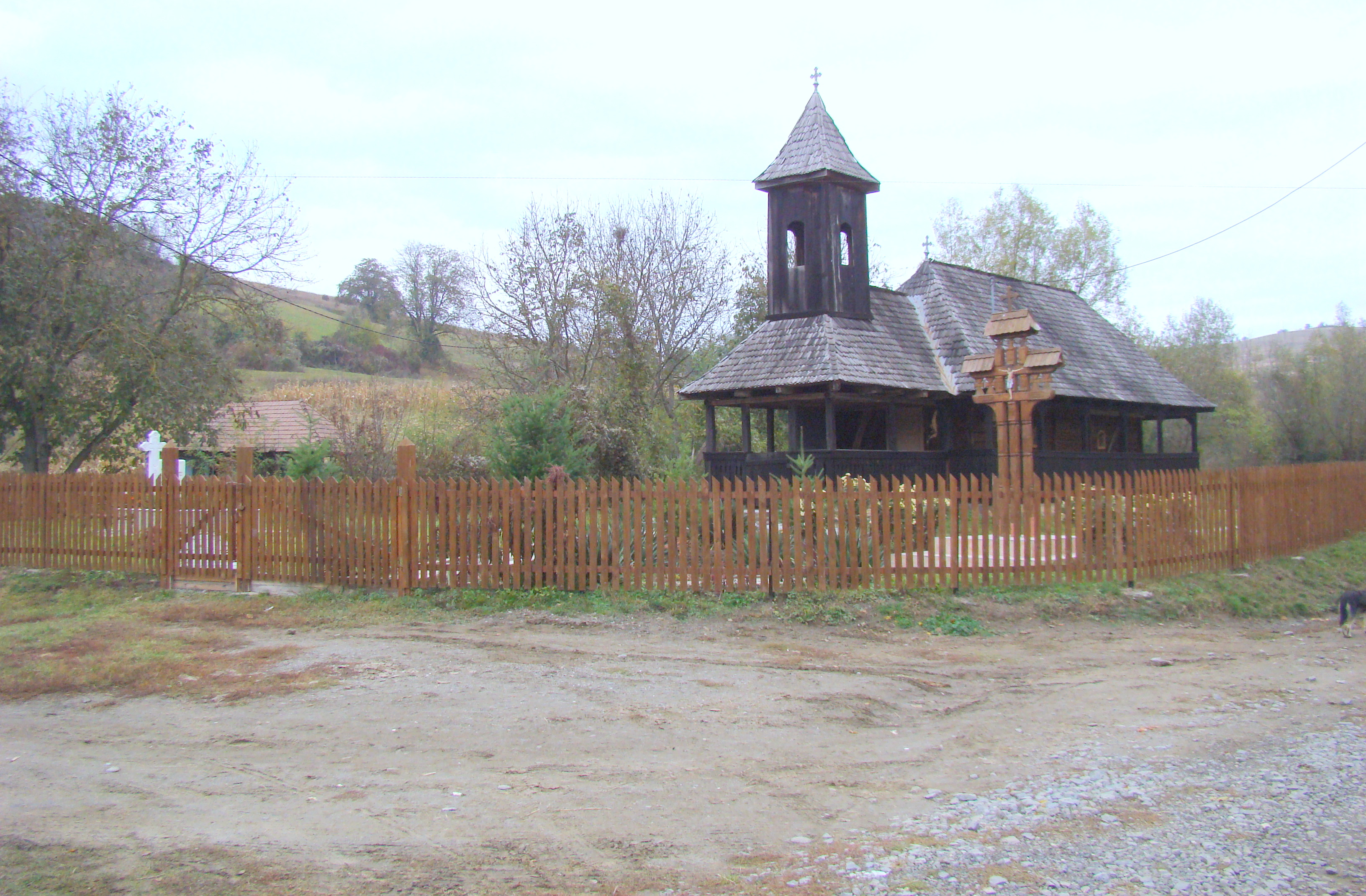
Holzkirche in Sânișor

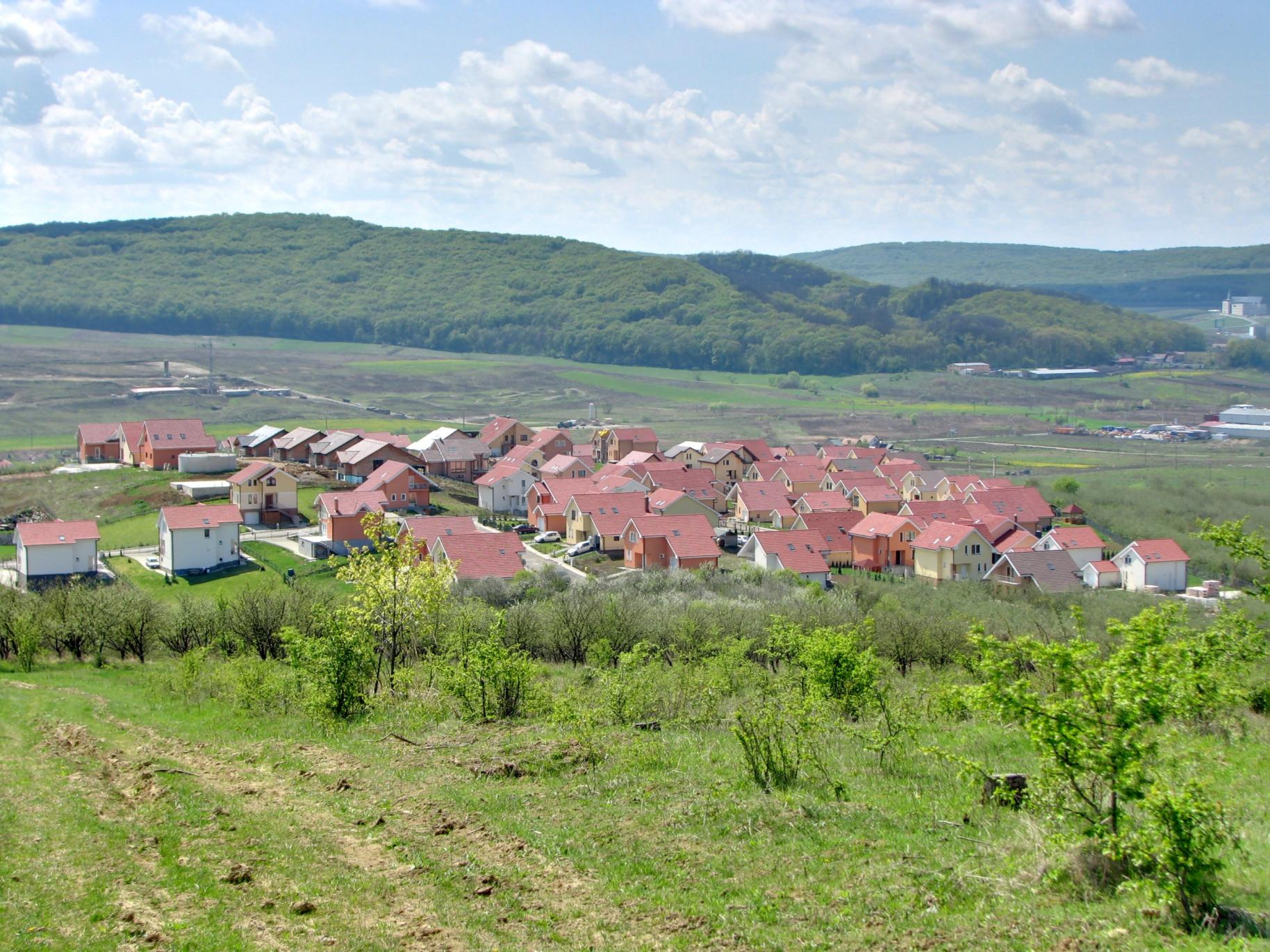
Blick auf den neuen Ortsteil von Livezeni

Der Ort Livezeni wurde 1505 erstmals urkundlich erwähnt und war einst ein Szeklerdorf.
Auf dem Areal des Ortes Livezeni und auf dem von den Einheimischen genannten Areal Stăvilar (ungarisch Gátlás) des eingemeindeten Dorfes Ivănești, ist je eine Römerstraße vermerkt. Im gleichen eingemeindeten Dorf, wurden bei Dealul Chibeliei (ungarisch Kebelei tőtő), als auch im eingemeindeten Dorf Sânișor (ungarisch Kebele) archäologische Objekte der Römerzeit gefunden.
Im Königreich Ungarn gehörte der Ort dem Stuhlbezirk Maros felső („Ober-Maros“) in der Gespanschaft Maros-Torda anschließend dem historischen Kreis Mureș und ab 1950 dem heutigen Kreis Mureș an.
Die Gemeinde verfügt über ein etwa vier Kilometer langes Trinkwassernetz, aber nur 10 % der Haushalte sind an das Abwassernetz angeschlossen.

## Bevölkerung
Die Bevölkerung der Gemeinde Livezeni entwickelte sich wie folgt:
| 1850 | 1.288 | 557   | 661   | - | 70               |
| 1930 | 1.686 | 677   | 929   | 1 | 79               |
| 1977 | 2.104 | 595   | 1.257 | 1 | 254              |
| 2002 | 2.023 | 398   | 1.245 | 1 | 379              |
| 2011 | 3.266 | 1.008 | 1.640 | 7 | 611 (Roma 510)   |
| 2021 | 4.610 | 1.748 | 1.855 | 3 | 1.142 (Roma 663) |

Seit 1850 wurde auf dem Gebiet der heutigen Gemeinde die höchste Einwohnerzahl und die aller Ethnien 2021 registriert.

## Sehenswürdigkeiten
- Im eingemeindeten Dorf Sânișor, die Holzkirche Sfinții Arhangheli Mihail și Gavriil im 18. Jahrhundert errichtet, steht unter Denkmalschutz.[10]